# Fujisato
Fujisato (jap. 藤里町 Fujisato-machi) – miasto w Japonii, na wyspie Honsiu, w prefekturze Akita. Według danych na rok 2020 miejscowość zamieszkiwało 2 896 mieszkańców , a gęstość zaludnienia wyniosła 10,3 os./km².